# ERAL
ERAL (2015) este un roman science fiction al scriitorului român Liviu Surugiu, care tratează tema interacțiunii controlate în vis. ERAL reprezintă acronimul de la Electric Real Atomic Live.
În anul 2016, cartea a fost distinsă cu premiul Romcon pentru cel mai bun roman.

## Intriga
Andrei Vasari este un angajat al Institutului de Fizică Atomică de la Măgurele, care este selectat de către conducere pentru a participa la un proiect internațional straniu - ERAL. În cadrul lui, persoane din diverse zone ale globului încearcă să stabilească o punte de legătură conștientă între ele pe tărâmul viselor. Soția lui Andrei, Sonia, nu este mulțumită de noul post. Dorința ei se îndreaptă spre o familie cu o situație materială stabilă - pe care cei doi speră să o obțină după moartea mătușii Clara - și copii, lucru pe care se teme că nu-l vor putea obține câtă vreme el va fi acaparat de proiect.
Contactul în vis reprezintă o problemă spinoasă. Rând pe rând, participanților care intră în visportor li se îndepărtează hainele, apoi orice urmă de pilozitate corporală, până când Andrei obține primul succes - contactul cu o femeie. Acest amănunt nu face decât să sporească temerile Soniei - justificat, de altfel, câtă vreme cei doi visători ajung să se îndrăgostească unul de celălalt. După ce inițial era pe punctul de a-și retrage sprijinul dintr-un proiect pe care-l considera fantezist, Armata este încântată de rezultate și-l susține mai departe. Mai mult, proiectului i se alătură un personaj care, aparent, n-ar avea legătură cu cercetările științifice - episcopul Teodoriu Aticanu.
Sonia îl părăsește pe Andrei, a cărui relație onirică devine tot mai intensă, iar populația începe să manifeste împotriva experimentului, temându-se că se nu se ajungă la controlarea viselor oamenilor. Andrei încearcă să-i trimită partenerei sale - căreia nu-i poate cunoaște numele, datorită limitărilor comunicării onirice - un fluture. Când acesta ajunge la destinație, cei doi îndrăgostiți sunt eliminați din proiect. Disperat, incapabil să-și găsească iubita în lumea reală, Andrei pătrunde prin efracție în vis, pentru a descoperi că experimentul la care participase nu era decât o mică parte dintr-un proiect mult mai vast. Prins de agenți onirici și expulzat din lumea viselor, Andrei este ajutat de fostul său șef să scape de pedeapsă.
Punând cap la cap o serie de elemente, reușește să pornească pe urmele iubitei lui din vis. Găsirea ei aduce un paradox: femeia murise cu un an înaintea începerii experimentului în cadrul căruia se cunoscuseră.

## Opinii critice
În Observatorul cultural, Cătălin Badea-Gheracostea afirmă că „Liviu Surugiu ne dă o altă citire a realității”. Pălărisme.ro vede în roman „amestecul dintre știință, religie, iubire, fantezie și comedie”, în timp ce Adina Ailoaiei scrie în Argos că „atuul romanului constă în amalgamul său de genuri, adresîndu-se unui public mai larg, deoarece Eral poate fi citit atît ca roman science-fiction, cît și ca roman de dragoste, roman de ficțiune speculativă sau roman de aventură.”. La rândul ei, Cristina Mitrea concluzionează pe 4arte.ro: „Aventură, mister, interpretări noi și bulversante ale credințelor religioase, urmăriri ca în filmele polițiste, o poveste de dragoste care trece de barierele lumii fizice, toate acestea fac din cartea lui Liviu Surugiu un roman pe care orice pasionat de lectură îl poate găsi captivant, indiferent că domeniul lui de interes este sau nu literatura science fiction.”.
În 2016, romanul a primit premiul Romcon pentru cel mai bun roman SF al anului 2015.